# Halle (Weserbergland)
Halle ist eine Gemeinde im Landkreis Holzminden in Niedersachsen (Deutschland). Sie gehört der Samtgemeinde Bodenwerder-Polle an.

## Geographie

### Geographische Lage
Die Gemeinde liegt mitten im Weserbergland zwischen den Mittelgebirgen Vogler und Ith und wird vom nördlichen Lenne-Zufluss Spüligbach durchflossen.

### Nachbargemeinden
Halle grenzt im Norden und Osten an die Gemeinden Emmerthal (Ortsteil Esperde), Coppenbrügge (Ortsteil Harderode) und Salzhemmendorf des Landkreises Hameln-Pyrmont, im Süden an Dielmissen und Kirchbrak, sowie im Westen an Bodenwerder und Heyen.

### Gemeindegliederung
Die Gemeinde Halle besteht aus folgenden sieben Ortsteilen:
- Bremke (249 Einwohner)
- Dohnsen (407 Einwohner)
- Halle (739 Einwohner)
- Hunzen (146 Einwohner)
- Kreipke (41 Einwohner)
- Tuchtfeld (64 Einwohner)
- Wegensen (80 Einwohner)

## Geschichte
Halle ist ein Bauern- und Handwerkerdorf, das erstmals 997 urkundlich erwähnt wurde. In seiner wirtschaftlichen Entwicklung profitierte es von der günstigen Infrastruktur am Kreuzungspunkt mehrerer Straßen und als Mittelpunkt einer Anzahl kleinerer Dörfer zwischen Ith und Vogler. Während des Dreißigjährigen Krieges wurde Halle stark in Mitleidenschaft gezogen. So überschritt die, auf 36.000 Mann geschätzte, kaiserliche Armee im Januar 1636 die Weser, verwüstete durch Raub und Brand die umliegenden Ortschaften. Im Februar 1648 berichtet der Hallenser Pastor, dass die Schweden ihre Gefangenen in die Kirche einlogiert hätten. Der Ort besaß während des 19. Jahrhunderts eine regionale Zentrumsfunktion mit Postamt, Agentur der Braunschweigischen Staatsbank, Apotheke und Kaufleuten. Eine Industrialisierung fand in Halle nicht statt. Die Bevölkerung nahm seit Mitte des 19. Jahrhunderts leicht ab und stieg erst während des 20. Jahrhunderts wieder an. Der Name des Ortes stammt aus dem Germanischen von Hall (= Salz) und geht auf Salzquellen am Steinmühlenbrink bei Halle zurück, die in der Frühzeit sehr bedeutend waren. Funde bewiesen, dass dort seit 5000 Jahren Menschen siedelten. Zwischen 1807 und 1810 bestand der Kanton Halle.
Zur Entwicklung des Postwesens in Halle siehe: Postroute Braunschweig–Holzminden.

### Eingemeindungen
Am 1. Januar 1973 wurden die Gemeinden Bremke, Dohnsen, Halle, Hunzen, Kreipke, Tuchtfeld und Wegensen eingegliedert.

### Einwohnerentwicklung
- 1925: 1639 (ohne Daten für Wegensen)
- 1933: 1742
- 1939: 1746
- 1961: 2234[3]
- 1970: 1998[3]
- 1996: 1854
- 2004: 1782
- 2006: 1726
- 2007: 1689
- 2015: 1519

Daten addiert jeweils aus den Einwohnerzahlen für die heutigen Ortsteile

## Politik

### Gemeinderat
Der Rat der Gemeinde Halle setzt sich aus elf Mitgliedern zusammen. Dies ist die festgelegte Anzahl für eine Gemeinde mit einer Einwohnerzahl zwischen 1001 und 2000 Einwohnern, die einer Samtgemeinde angehört. Die Ratsmitglieder werden durch eine Kommunalwahl für jeweils fünf Jahre gewählt. Die aktuelle Amtszeit begann am 1. November 2021 und endet am 31. Oktober 2026.
Bei der Kommunalwahl 2021 ergab sich folgende Sitzverteilung:
- Wählergemeinschaft Ithbörde (WG): 7 Sitze
- SPD: 3 Sitze
- FDP: 1 Sitz

### Bürgermeister
Ehrenamtlicher Bürgermeister der Gemeinde ist Axel Munzel (WG). Sein Stellvertreter ist Jann-Friedrich Albrecht (WG).

## Kultur und Sehenswürdigkeiten

### Kirche

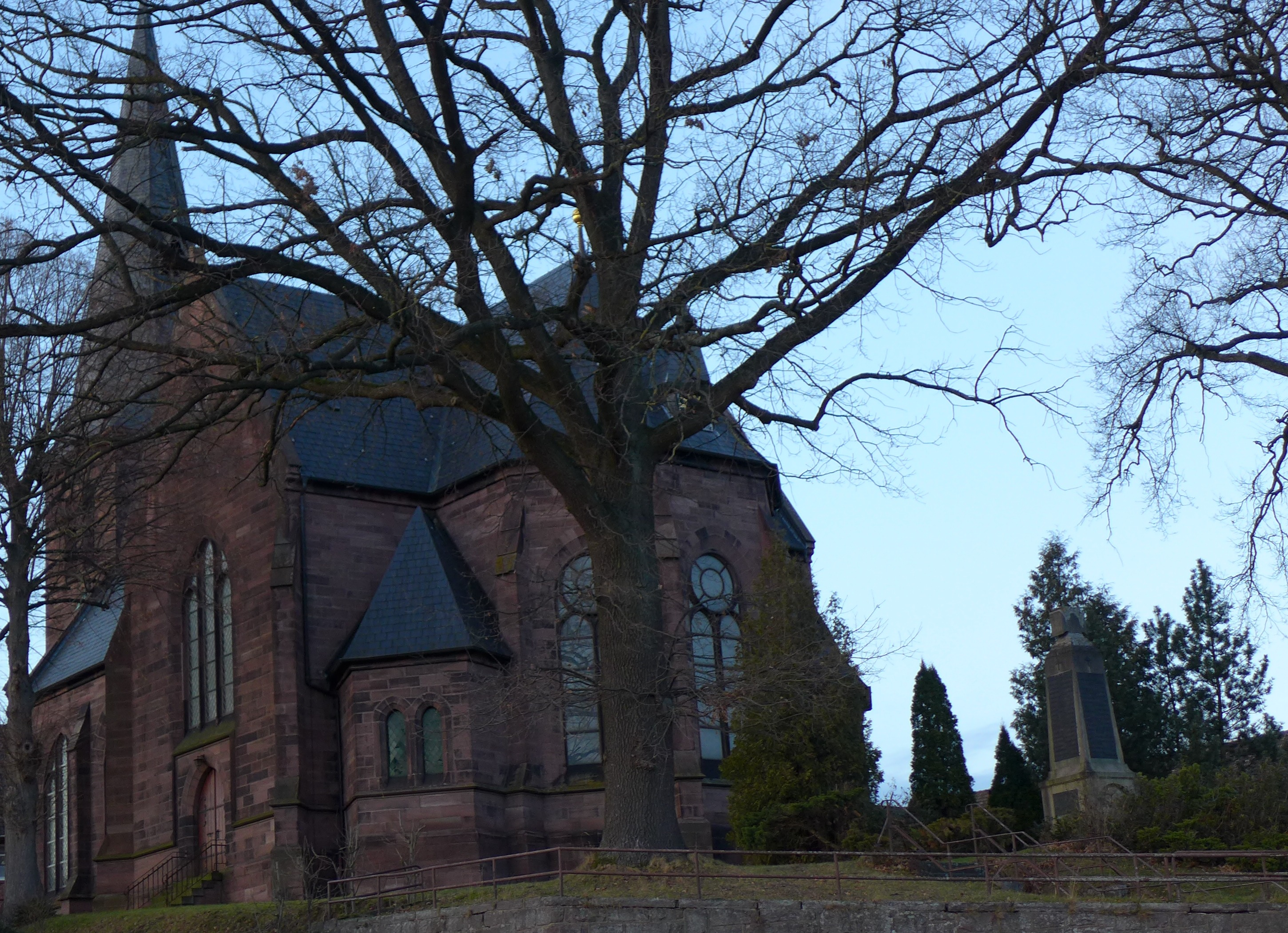
St.-Petri-Kirche

- In der Ortsmitte liegt die evangelisch-lutherische St.-Petri-Kirche.

### Schutzgebiete
Das Naturschutzgebiet Pöttcher Grund befindet sich zum Teil auf dem Gebiet von Halle.

### Vereine
- Die Freiwillige Feuerwehr Halle wurde 1875 gegründet.
- Der Schützenverein Horrido Halle wurde 1929 gegründet.
- Der TSV Halle e. V. wurde 1922 gegründet.

## Wirtschaft und Infrastruktur

### Ansässige Unternehmen
- RAS GmbH (seit 1983), Rohrleitungsbau
- Müller Mineralölhandel GmbH, Heizöl- und Dieselvertrieb

### Verkehr
Halle liegt an der Bundesstraße 240 (im Ort als Kaiserstraße benannt) und an der Landesstraße 558 (im Ort als Hamelner Straße bezeichnet).
Durch den Ortsteil Kreipke führt die Landesstraße 424.
Das Segelfluggelände Hellenhagen liegt 4 km nördlich von Halle im Ortsteil Bremke.

## Persönlichkeiten
- Carl Ahl (1845–1921), Sänger, Gesangslehrer und Dirigent, im Ortsteil Dohnsen geboren
- Carl Schüddekopf (1861–1917), Philologe, Literaturhistoriker, Germanist und Archivar
- Christine Wulf (* 1957), Wissenschaftlerin an der Akademie der Wissenschaften zu Göttingen